# 便箋
便箋（びんせん）とは、手紙を書くために用いる紙。書簡箋（しょかんせん）、用箋（ようせん）ともいう。英語ではletter paper、writing paper、stationery、a writing padなどがこれに該当する。　　　　　　　　　　　　　　　　　　　　　　　　　　　　　　　　　　　　　　　　　　　　　　　　　　　　　　　　　　　　　　　概要
現在便箋として販売されているものは、B6タテ（182mm×128mm）～A4タテ（297mm×210mm）くらいの大きさの罫紙（けいし）が一般的である。日本語はもともと縦書きの言語であるため縦書き用のものが多いが、横書き用もある。通常は十枚～数十枚ほどが１セットとして売られている。罫紙の一辺を接着剤で綴じて冊子状にしてあるものもあり、この場合は一枚ずつ剥ぎ取って使う。
便箋を縦に半分に切ったサイズのものは一筆箋（いっぴつせん）という。一筆箋は縦書き用のものが大半である。

## 歴史
文字で通信伝達する手段として、日本では古くは木簡が用いられた。薄く細長く作った木の板に墨をつけた筆でもって縦書きで文字を記し、離れたところにいる人に届けさせたのである。紙は4～5世紀ころには日本に入ってきていたと思われ、6～7世紀（少なくとも曇徴以前）には製紙技術が伝えられたと思われるが、紙は都の身分の高い人や仏教文化のための奢侈品であり、その後も長らく荷札としては耐久性のためもあってか木簡が通信手段として用いられている。
平安時代には広く紙漉きが行われ楮紙や檀紙といった和紙が各地で生産されるようになり、平安貴族の間では今でいう手紙にあたる文（ふみ）のやりとりが盛んに行われるようになった。以後、紙に墨をつけた筆でもって縦書きで文字を記した書簡通信が行われる。用紙の形態としては、一枚の紙を利用した竪文、一枚の紙を折って使用する折紙、一枚の紙を長く継いで巻いて用いる巻紙などがある。